# Kysak
Kysak (maďarsky Sároskőszeg) je obec v Košickém kraji na východním Slovensku. První zmínka o obci je z roku 1330. Obec leží v údolí řeky Hornád v nadmořské výšce 298 metrů zhruba 20 km jižně od Prešova a 15 km severně od Košic. Žije zde přibližně 1 400 obyvatel.

## Název
Místní jméno je adaptováno z mad. Köszeg „osada ležící na skalnatém ostrohu”, jež bylo dáno podle polohy.

## Historie
Významnými lety v historii obce se staly rok 1870, kdy byla spuštěna do provozu železniční trať Košice – Kysak – Prešov a rok 1872, kdy došlo k dobudování Košicko-bohumínské železniční magistrály, která se v Kysaku napojila na úsek Kysak – Košice.  Tehdy se z Kysaku  stal významný železniční uzel. 
Do uzavření Trianonské smlouvy byla ves součástí Uherska. Bouřlivé dny prožíval Kysak ve dnech a týdnech po vzniku Československa na konci října 1918. V Kysaku došlo k živelnému projevu odporu vůči maďarské vládě. Lidé v euforii vtrhli do místní školy a spálili maďarské učebnice a školní archiv.
V listopadu 1918 se z fronty začali vracet vojáci. Začátkem listopadu přijel na nádraží v Kysaku vlak s vojáky bez jakéhokoli velení. Vojáci v euforii z konce války vyrabovali staniční restauraci a z vesnice vyhnali maďarské četníky. Zanedlouho přišli ze Spišské Nové Vsi maďarští vojáci. Vystoupili ještě před Kysakem a po krátké přestřelce vojáky pochytali. Na Štědrý den 1918 se v Kysaku a v sousedních Obišovcích objevilo československé vojsko, které místní obyvatelé nadšeně vítali.
Na konci května 1919 vtrhla na Slovensko vojska maďarské rudé armády. Dne 11. června 1919 se v Kysaku a blízkém okolí strhla třídenní bitva o Kysak. Československé jednotky z 30. pěšího pluku se po počátečním úspěchu musely před přesilou maďarských jednotek stáhnout zpět ke Košickým Hamrům. Během bitvy o Kysak padlo deset československých vojáků a tři důstojníci.
V roce 1938 po Vídeňské arbitráži přes Kysak utíkali z Košic Češi a Slováci. Z Košic se do Obišovců stáhl i pěší pluk.
V časných ranních hodinách 1. září 1944 se v Obišovcích objevili partyzáni ze svazku Čapájev podporováni pěti lehkými tanky. Došlo k bitvě s německými vojáky a pancéřovým vlakem, která se přenesla i do Kysaku na nádraží. Během bitvy padlo 14 slovenských vojáků a partyzánů. Sedm z nich je pohřbeno na starém hřbitově v Kysaku.
Dne 19. ledna 1945 odjel z Kysaku poslední německý transport složený ze 16 železničních vozů, ve kterém Němci odvezli nejnutnější inventář železniční stanice. Po odchodu transportu Němci stanici začali ničit. Vypálena byla budova stanice, zničeny byly rampy, vodárna, poškozeny byly koleje, výhybky a návěstidla. Podmínované a vyhozené do povětří byly i mosty v Obišovcích.

## Doprava
Kysak je jedním z nejdůležitějších železničních uzlů Slovenska, neboť se zde železniční trať Košice–Žilina křižuje s železniční tratí Kysak–Muszyna, která vede přes Prešov do Polska. V Kysaku zastavují vlaky IC, EC a mezistátní rychlíky.

## Pamětihodnosti
- Západně od vesnice se na vrchu Hrad nachází pozůstatky hradu Kysak.
- Kostel svaté Kateřiny Alexandrijské
- Partyzánský hrob s pomníkem
- Pomník legionářům padlým v první světové válce